# 2. Bundesliga
La 2. Bundesliga o Zweite Bundesliga (Seconda Lega Federale) o anche Bundesliga 2, è la seconda divisione professionistica del campionato tedesco di calcio, categoria cadetta della Bundesliga. La stessa denominazione è usata per la seconda serie di altri sport come football americano, hockey su ghiaccio e basket.
Le prime due classificate sono promosse in Bundesliga, mentre la terza effettua uno spareggio con la terz'ultima classificata in Bundesliga. Retrocedono in 3. Liga, la terza serie nazionale, le ultime due classificate più la perdente dello spareggio tra la terz'ultima di 2. Bundesliga e la terza classificata in 3. Liga.

## Storia

### Situazione precedente
Prima della nascita della Zweite Bundesliga il secondo posto nella piramide del calcio tedesco era occupato dalla Regionalliga. Questo campionato nacque nel 1963 in seguito alla creazione della Bundesliga, il nuovo torneo di vertice sorto al posto dell'Oberliga: tutte le squadre delle cinque Oberligen che non riuscirono a qualificarsi alla Bundesliga diedero infatti vita alla nuova seconda divisione. Essa manteneva sempre lo stesso numero di gironi e la medesima suddivisione territoriale del vecchio massimo campionato: Nord, West, Südwest, Süd e Berlino Ovest.
Uno svantaggio di questa riorganizzazione era però l'aver creato un grande divario fra la Bundesliga, che era un campionato nazionale e professionistico, ed il livello sottostante: la Regionalliga era infatti su base regionale e a carattere dilettantesco. La retrocessione in seconda serie poteva quindi essere un evento traumatico, e nel 1971 venne anche scoperto che alcuni club di Bundesliga furono aiutati a rimanere nella categoria da numerosi giocatori, anche di primo piano, tecnici e dirigenti in cambio di denaro.

### Dal 1974 al 1981: due gironi
Il conseguente scandalo induce la Federazione a infliggere numerose squalifiche, ma anche a creare un nuovo campionato di secondo livello più competitivo e professionistico: la Zweite Bundesliga. Il torneo è inizialmente formato da un girone Nord e uno Süd, composti entrambi da venti squadre ciascuno. Queste vengono scelte tenendo conto dei risultati conseguiti negli ultimi cinque anni: così nel girone Nord sette compagini provengono dalla Regionalliga Nord, dodici dalla West e una da quella di Berlino, mentre nel Süd sette arrivano della Südwest e tredici della Süd. Viene poi deciso che le promozioni al livello superiore sono tre, le due vincitrici dei gironi più la vincente del play-off tra le due seconde, mentre le retrocessioni sono otto, le ultime quattro di ciascun gruppo.
La stagione 1974-1975 è la prima del nuovo campionato, e vede ai nastri di partenza una squadra che nel recente passato ha conquistato la Coppa delle Coppe, il Borussia Dortmund. I nero-gialli vengono promossi al termine della seconda edizione, dopo aver sconfitto peraltro ai play-off un club che solo pochi anni prima ha conquistato il titolo: il Norimberga. Altra squadra di rango è il Monaco 1860, che riguadagna la massima divisione alla fine del campionato 1976-1977 insieme allo Stoccarda; milita in quest'ultima squadra Ottmar Hitzfeld, che il 13 maggio 1977 stabilisce il record di gol segnati in una partita da un singolo giocatore, sei, realizzati nella vittoria per 8-0 contro lo Jahn Regensburg.
Intanto il torneo va avanti: la stagione 1977-1978 vede sia il ritorno in massima divisione del Norimberga che l'affermazione del giovane Horst Hrubesch, capocannoniere con ben 41 gol, mentre l'anno successivo il Bayer Leverkusen si guadagna l'accesso alla Bundesliga. Nel campionato 1979-1980 è invece particolare la situazione della città di Hannover, che si ritrova rappresentata da ben tre squadre; però una di queste, l'Arminia, subisce contro l'omonima squadra di Bielefeld la più pesante sconfitta in assoluto del torneo, un 11-0. Nella stagione successiva si registra invece l'unica partecipazione al torneo del Werder Brema, che comunque vince subito il gruppo Nord.

### 1981 - 1991: un girone
Dal 1981 viene però deciso di restringere il torneo ad un solo girone, composto sempre da venti squadre: ne rimangono così otto del girone Nord, nove del Süd, più le tre che arrivano dalla Bundesliga. Cambia naturalmente anche il formato, che prevede ora la promozione diretta della vincitrice e della seconda classificata, mentre la terza deve disputare uno spareggio con la terzultima del livello superiore; retrocedono invece in Oberliga le ultime quattro.
La prima stagione col nuovo formato, quella 1981-1982, si conclude con la vittoria dello Schalke 04, che è alla sua prima partecipazione, mentre il miglior marcatore del torneo è Rudi Völler del Monaco 1860. Questa squadra non riesce ad iscriversi alla stagione successiva, mentre a venire promosso è il Bayer Uerdingen; nel 1984, invece, si mette in luce Roland Wohlfarth, che diventa capocannoniere.
Intanto nuove squadre si affacciano in Bundesliga: nella stagione 1985-1986 tocca ad Homburg e Blau-Weiß Berlin, mentre al termine del campionato 1987-1988 è la volta del Kickers Stoccarda, e nel 1990 del Wattenscheid. Ritornano invece in massima divisione il Norimberga e l'Hannover al termine del campionato 1986-1987, e il Fortuna Düsseldorf nel 1989; da notare che questa squadra aveva disputato una finale continentale giusto un decennio prima. Nello stesso anno retrocede l'Union Solingen, squadra che fin qui aveva disputato tutte le edizioni del torneo, inoltre si ritira lo spagnolo Joaquín Montañés, il giocatore con più presenze in campionato con la stessa maglia, quella dell'Alemannia Aquisgrana. Questa stessa squadra, anch'essa presente dal 1974, scivola in Oberliga l'anno successivo, quando viene invece nuovamente promosso l'Hertha Berlino; nel 1991 lo Schalke 04 ottiene il suo secondo successo, oltre alla terza promozione del decennio.

### 1991 - 1992: due gironi
Gli anni novanta si aprono con la riunificazione tedesca, pertanto in Germania viene deciso di creare un unico campionato. Quindi nella stagione 1991-1992 alle tradizionali venti squadre ne vengono aggiunte altre quattro; queste provengono DDR-Oberliga, e arrivano insieme ad altre due che vincono le partite di qualificazione, secondo la classifica dell'ultima stagione. Le ventiquattro compagini vengono poi divise in due gruppi da dodici, mentre il campionato si svolge in due fasi, con solo le due prime promosse. Accade anche che l'Hallescher e il Rot-Weiß Erfurt partecipino anche alla Coppa UEFA, con questi ultimi che vengono eliminati nel secondo turno dai futuri campioni dell'Ajax, e che una squadra militante in questo torneo, l'Hannover, vinca la DFB-Pokal.

### 1992 - presente: un girone
Nella stagione 1992-1993 si ritorna ad un solo girone formato però da ventiquattro squadre; queste saranno riportate a venti grazie a otto retrocessioni. Il campionato viene vinto dal Friburgo che viene promosso per la prima volta, mentre l'Hannover viene subito eliminato nella Coppa delle Coppe dai campioni in carica del Werder Brema. Dall'anno successivo si registra un cambiamento nel formato: ora la terza classificata viene promossa direttamente in Bundesliga, mentre le squadre sono ridotte a diciotto, con a regime quattro retrocessioni nella nuova Regionalliga. Il campionato è invece caratterizzato dalla prima partecipazione del Bochum, squadra che aveva militato ininterrottamente al livello superiore dal 1971, e che vi fa immediatamente ritorno. Risale invece al 1995 la prima vittoria di una squadra dell'ex Germania Est, l'Hansa Rostock, anche se la prima promozione sul campo era stata ottenuta dal Lipsia due anni prima.
Intanto fanno il loro esordio nel campionato 1996-1997 due squadre sempre presenti in Bundesliga, il Kaiserslautern, che partecipa anche alla Coppa delle Coppe, e l'Eintracht Francoforte: se la prima di queste squadre torna subito in massima serie (vincendo oltretutto il titolo tedesco da neopromossa) insieme al Wolfsburg, l'altra la segue l'anno successivo. Prima partecipazione nel 1998 anche per il Colonia, che vince il campionato nel 2000, quando è presente anche il Borussia Mönchengladbach; retrocede invece nello stesso anno in Regionalliga il Fortuna Colonia, squadra che finora aveva preso parte a tutte le ventisei edizioni del torneo.
Una nuova partecipazione di una squadra di seconda serie alle competizioni europee si ha nel 2001, quando il neopromosso Union Berlin gioca in Coppa UEFA, mentre il campionato 2002-2003 vede la vittoria del Friburgo, che sale in compagnia di Colonia ed Eintracht Francoforte. Al termine del campionato 2003-2004 arriva invece la prima promozione per il Magonza, mentre l'anno successivo diventa capocannoniere Lukas Podolski e si fa notare in campo internazionale l'Alemannia Aachen: la squadra partecipa alla Coppa UEFA in virtù del raggiungimento della finale della DFB-Pokal l'anno precedente, e riesce anche a passare la fase a gironi. La stagione sarà anche ricordata per la scoperta di un nuovo scandalo, che arriva a poco più di un anno dall'inizio dei Mondiali tedeschi. L'Alemannia viene poi promossa l'anno successivo, mentre nel 2008 gioca per la prima volta in Bundesliga l'Hoffenheim.
Una nuova modifica si ha nella stagione 2008-2009: da ora in avanti la terza classificata deve nuovamente vincere lo spareggio con la terzultima della Bundesliga per essere promossa. Cambia anche il discorso delle retrocessioni: le ultime due sono automaticamente retrocesse nella neonata 3. Liga, mentre, analogamente al discorso della promozione, la terzultima deve affrontare la terza classificata del livello inferiore.
Questo campionato vede il ritorno in massima divisione del Magonza e del Norimberga: quest'ultima squadra batte nello spareggio l'Energie Cottbus dopo aver concluso il campionato in terza posizione. Se nel 2010 si assiste ad una nuova salita del St. Pauli, nei due anni a seguire è invece il turno di due matricole: l'Augusta e il Greuther Fürth. Nuova vittoria dell'Hertha Berlino nel 2013, squadra sconfitta l'anno precedente nel play-out dal Fortuna Düsseldorf, mentre altre due squadre che mai erano state in Bundesliga e che vengono ora invece promosse sono il Paderborn nel 2014 e l'Ingolstadt nel 2015. Nella stagione 2018-19 gioca in Zweite l'ultima squadra fino ad allora mai retrocessa dalla Bundesliga, l'Amburgo.
Il campionato 2019-2020, così come per il resto di tutte le competizioni sportive mondiali (salvo rare eccezioni), è stato sospeso per più di tre mesi causa pandemia di COVID-19, precisamente dal 9 marzo al 16 giugno 2020. Tutte le restanti partite giocate dopo lo stop forzato si sono disputate a porte chiuse in modo da evitare assembramenti negli stadi. Se considerato lo spareggio retrocessione/promozione con la terza di 3. Liga, il torneo è terminato l'11 luglio, mai così tardi prima d'ora.

## Regole

### Numero di squadre
Dalla stagione 1994-1995 partecipano al campionato diciotto squadre, che disputano partite di andata e ritorno in un unico girone all'italiana.
Storicamente però la Zweite Bundesliga parte nella stagione 1974-1975 con quaranta club, che sono equamente divisi in due gruppi; dal 1981 il loro numero viene invece dimezzato, e si passa inoltre al girone unico. Particolare è la situazione della stagione 1991-1992: a causa della recente riunificazione tedesca si aggiungono anche delle squadre dell'ex Germania Est, e si passa per quella stagione soltanto a due gironi composti da dodici squadre. Le ventiquattro squadre vengono poi momentaneamente ridotte a venti nella stagione 1993-1994.

### Promozione e retrocessione
Dalla stagione 2008-2009 sono promosse in Bundesliga le prime due squadre, mentre la terza classificata deve disputare uno spareggio con la terzultima del campionato soprastante; analogamente retrocedono in 3. Liga le ultime due, mentre la sedicesima può rimanere se vince il doppio confronto contro la terza del livello inferiore.

### Giocatori
Le squadre non devono avere in campo più di cinque giocatori extracomunitari.

## Squadre
Di seguito l'organico della stagione 2024-2025.
| Club                   | Città               | Stadio                         | Capienza |
| ---------------------- | ------------------- | ------------------------------ | -------- |
| Amburgo                | Amburgo             | Volksparkstadion               | 57.000   |
| Colonia                | Colonia             | RheinEnergieStadion            | 50.000   |
| Darmstadt              | Darmstadt           | Stadion am Böllenfalltor       | 17.000   |
| Eintracht Braunschweig | Braunschweig        | Eintracht-Stadion              | 25.000   |
| Elversberg             | Spiesen-Elversberg  | Waldstadion an der Kaiserlinde | 15.000   |
| Fortuna Düsseldorf     | Düsseldorf          | Merkur Spiel-Arena             | 54.600   |
| Greuther Fürth         | Fürth               | Sportpark Ronhof               | 18.000   |
| Hannover 96            | Hannover            | HDI-Arena                      | 48.933   |
| Hertha Berlino         | Berlino             | Olympiastadion                 | 74.500   |
| Jahn Ratisbona         | Ratisbona           | Continental Arena              | 15.224   |
| Kaiserslautern         | Kaiserslautern      | Fritz-Walter-Stadion           | 49.780   |
| Karlsruhe              | Karlsruhe           | Wildparkstadion                | 32.306   |
| Magdeburgo             | Magdeburgo          | MDCC-Arena                     | 25.910   |
| Norimberga             | Norimberga          | Max-Morlock-Stadion            | 50.000   |
| Paderborn              | Paderborn           | Benteler-Arena                 | 15.000   |
| Preußen Münster        | Monaco di Vestfalia | Preußenstadion                 | 15.050   |
| Schalke 04             | Gelsenkirchen       | Veltins-Arena                  | 61.482   |
| Ulma                   | Ulma                | Donaustadion                   | 19.500   |

## Partecipazioni per squadra
Sono 128 le squadre ad aver preso parte ai 52 campionati di Zweite Bundesliga che sono stati disputati a partire dalla stagione 1974-1975 fino alla 2025-26 inclusa:
In grassetto le squadre che prendono parte alla stagione 2024-25.
- 36 volte:  Greuther Fürth
- 32 volte:  St. Pauli
- 30 volte:  Hannover 96
- 29 volte:  Karlsruhe
- 28 volte:  Alemannia Aquisgrana
- 26 volte:  Darmstadt,  Fortuna Colonia,  Osnabrück
- 24 volte:  Norimberga
- 23 volte:  Arminia Bielefeld,  Kickers Stoccarda
- 22 volte:  Duisburg,  Eintracht Braunschweig,  Friburgo
- 20 volte:  Fortuna Düsseldorf,  Monaco 1860,  Waldhof Mannheim,  Wattenscheid 09
- 19 volte:  Magonza,  Saarbrücken
- 18 volte:  Hertha Berlino,  RW Oberhausen
- 17 volte:  Bochum
- 16 volte:  Erzgebirge Aue,  FSV Francoforte,  Paderborn,  Rot-Weiss Essen
- 15 volte:  Homburg,  Kaiserslautern
- 14 volte:  Kickers Offenbach,  Union Solingen
- 13 volte:  Union Berlino
- 12 volte:  Augusta,  Bayreuth
- 11 volte:  Dinamo Dresda,  Energie Cottbus,  Hansa Rostock,  Holstein Kiel,  Jahn Ratisbona,  Meppen,  Preußen Münster,  Sandhausen,  Uerdingen 05,  Unterhaching
- 10 volte:  Colonia
- 9 volte:  Heidenheim,  Ingolstadt 04,  Schalke 04,  TeBe Berlino,  Ulma
- 8 volte:  Carl Zeiss Jena,  Eintracht Treviri,  Hessen Kassel,  Rot Weiss Ahlen
- 7 volte:  Amburgo,  Blau-Weiß Berlin,  Chemnitz,  Wolfsburg,  Wuppertal
- 6 volte:  Eintracht Francoforte,  VfB Lipsia,  Wormatia Worms
- 5 volte:  Freiburger,  Magdeburgo,  Oldenburg,  Remscheid,  Wacker Burghausen
- 4 volte:  Arminia Hannover,  Bayer Leverkusen,  Bayern Hof,  Coblenza,  Göttingen,  Herford,  Lubecca,  Pirmasens,  Reutlingen,  Röchling Völklingen,  Rot-Weiß Lüdenscheid,  Schwarz-Weiß Essen,  Schweinfurt 05,  Stoccarda,  VfR Bürstadt,  Wacker 04 Berlino,  Wehen Wiesbaden,  Westfalia Herne,  Würzburg,  Zwickau
- 3 volte:  Aalen,  Baunatal,  Borussia M'gladbach,  Borussia Neunkirchen,  Elversberg,  Erkenschwick,  Gütersloh,  Kickers Würzburg,  Vikt. Aschaffenburg,  Viktoria Colonia
- 2 volte:  Bocholt,  Borussia Dortmund,  Bremerhaven,  DJK Gütersloh,  DSC Wanne-Eickel,  ESV Ingolstadt,  MTV Ingolstadt,  Mülheim,  OSV Hannover,  RB Lipsia,  Rot-Weiß Erfurt,  Werder Brema
- 1 volta:  Babelsberg,  Barmbek-Uhlenhorst,  Bonner,  Charlottenburg,  Eintracht Bad Kreuznach,  Eppingen,  FSV Salmrohr,  Hallescher,  Hanau 93,  Havelse,  Heilbronn,  Hoffenheim,  Olympia Wilhelmshaven,  Schwenningen,  Siegen,  Spandauer,  Stahl Brandeburgo,  TuS Schloß Neuhaus,  VfR Mannheim

## Albo d'oro

### Zweite Bundesliga Nord
- 1974-75  Hannover 96
- 1975-76  TeBe Berlino
- 1976-77  St. Pauli
- 1977-78  Arminia Bielefeld
- 1978-79  Bayer Leverkusen
- 1979-80  Arminia Bielefeld
- 1980-81  Werder Brema

### Zweite Bundesliga Süd
- 1974-75  Karlsruhe
- 1975-76  Saarbrücken
- 1976-77  Stoccarda
- 1977-78  Darmstadt
- 1978-79  Monaco 1860
- 1979-80  Norimberga
- 1980-81  Darmstadt

### Zweite Bundesliga
- 1981-82  Schalke 04
- 1982-83  Waldhof Mannheim
- 1983-84  Karlsruhe
- 1984-85  Norimberga
- 1985-86  Homburg
- 1986-87  Hannover 96
- 1987-88  Kickers Stoccarda
- 1988-89  Fortuna Düsseldorf
- 1989-90  Hertha Berlino
- 1990-91  Schalke 04

### Zweite Bundesliga Nord
- 1991-92  Bayer Uerdingen

### Zweite Bundesliga Süd
- 1991-92  Saarbrücken

### Zweite Bundesliga
- 1992-93  Friburgo
- 1993-94  Bochum
- 1994-95  Hansa Rostock
- 1995-96  Bochum
- 1996-97  Kaiserslautern
- 1997-98  Eintracht Francoforte
- 1998-99  Arminia Bielefeld
- 1999-00  Colonia
- 2000-01  Norimberga
- 2001-02  Hannover 96
- 2002-03  Friburgo
- 2003-04  Norimberga
- 2004-05  Colonia
- 2005-06  Bochum
- 2006-07  Karlsruhe
- 2007-08  Borussia M'gladbach
- 2008-09  Friburgo
- 2009-10  Kaiserslautern
- 2010-11  Hertha Berlino
- 2011-12  Greuther Fürth
- 2012-13  Hertha Berlino
- 2013-14  Colonia
- 2014-15  Ingolstadt 04
- 2015-16  Friburgo
- 2016-17  Stoccarda
- 2017-18  Fortuna Düsseldorf
- 2018-19  Colonia
- 2019-20  Arminia Bielefeld
- 2020-21  Bochum
- 2021-22  Schalke 04
- 2022-23  Heidenheim
- 2023-24  St. Pauli
- 2024-25  Colonia

Dal 1974 al 1994 le promozioni erano decise in base ai play-out delle squadre in lotta per non retrocedere. Dal 1995 quattro squadre sono promosse dai campionati regionali.

## Record della Zweite Bundesliga

### Squadre
- Maggior numero di titoli: 5 Colonia

### Generale
- Maggior vittoria: Arminia Bielefeld - Arminia Hannover 11-0 (37º giornata 1979-1980)[4]
- Partita con più gol: Kaiserslautern - Meppen 7-6 (34º giornata 1996-1997)[6].

### Giocatori
- Maggior numero di gol segnati in una partita: 6 (Ottmar Hitzfeld, Stoccarda, 37º giornata 1976-1977 in Stoccarda - Jahn Ratisbona 8-0)[2].

#### Presenze
Fonte
| Pos. | Giocatore         | Presenze | Squadre                                                                              |
| ---- | ----------------- | -------- | ------------------------------------------------------------------------------------ |
| 1    | Willi Landgraf    | 508      | Alemannia Aquisgrana (188), Rot-Weiss Essen (119), Homburg (107), Gütersloh (94)     |
| 2    | Joaquín Montañés  | 479      | Alemannia Aquisgrana                                                                 |
| 3    | Karl-Heinz Schulz | 463      | Friburgo (287), Freiburger (176)                                                     |
| 4    | Hans Wulf         | 440      | Hessen Kassel (231), Schwarz-Weiß Essen (118), Wormatia Worms (59), Hannover 96 (32) |
| 5    | Wolfgang Krüger   | 427      | Union Solingen                                                                       |
| 6    | Hans-Jürgen Gede  | 418      | Fortuna Colonia (344), Preußen Münster (72)                                          |
| 7    | Andreas Helmer    | 409      | Meppen (244), Osnabrück (167)                                                        |
| 8    | Gerd Paulus       | 405      | Kickers Offenbach (304), Röchling Völklingen (103)                                   |
| 9    | Oliver Posniak    | 403      | Darmstadt (290), FSV Francoforte (113)                                               |
| 10   | Dirk Hupe         | 401      | Fortuna Colonia (212), Union Solingen (187)                                          |

#### Gol
Fonte
| Pos. | Giocatore              | Gol | Squadre                                                                                |
| ---- | ---------------------- | --- | -------------------------------------------------------------------------------------- |
| 1    | Dieter Schatzschneider | 153 | Hannover 96 (131), Fortuna Colonia (22)                                                |
| 2    | Karl-Heinz Mödrath     | 150 | Fortuna Colonia (143), Alemannia Aquisgrana (7)                                        |
| 3    | Theo Gries             | 123 | Hertha Berlino (67), Alemannia Aquisgrana (47), Hannover 96 (8)                        |
| 4    | Sven Demandt           | 121 | Magonza (55), Fortuna Düsseldorf (49), Hertha Berlino (17)                             |
| 5    | Walter Krause          | 119 | Kickers Offenbach (97), Wattenscheid 09 (13), RW Oberhausen (9)                        |
| 6    | Daniel Jurgeleit       | 117 | Union Solingen (59), Homburg (34), Lubecca (24)                                        |
| 7    | Gerd-Volker Schock     | 116 | Osnabrück (95), Arminia Bielefeld (21)                                                 |
| 8    | Franz Gerber           | 115 | St. Pauli (42), Ingolstadt 04 (23), Monaco 1860 (19), Wuppertal (19), Hannover 96 (12) |
| 8    | Paul Linz              | 115 | Osnabrück (52), Freiburger (36), Waldhof Mannheim (16), Bremerhaven (11)               |
| 10   | Peter Cestonaro        | 111 | Darmstadt (68), Hessen Kassel (43)                                                     |